# Ángel Dealbert
Ángel Dealbert Ibañez, plus connu sous le nom de Ángel Dealbert, est un footballeur espagnol né le 1er janvier 1983 à Benlloch, dans la Province de Castellón en Espagne. Il joue actuellement comme défenseur central pour le club du CD Lugo.

## Biographie
Formé au CD Castellón, le joueur passe de la troisième à la deuxième division à la fin de la saison 2004 - 2005 avec le club de sa province natale. Il est un titulaire inamovible et finit même capitaine de son équipe.
Au mercato hivernal 2009, Valence souhaite recruter le joueur pour pallier la blessure de Alexis et le départ de Iván Helguera mais son club demande une indemnité dissuasive pour le club valencien. Finalement, il rejoindra Valence à l'été 2009, étant libre de tout contrat.
En 2012, il signe un contrat de trois ans au FC Kouban Krasnodar.